# Борец Комарова
Борец Комарова (лат. Aconitum komarovii) — многолетнее травянистое растение, вид рода Борец (Aconitum) семейства Лютиковые (Ranunculaceae).

## Распространение и экология
Ареал вида охватывает Дальний Восток.
Произрастает в изреженных кустарных зарослях, по сухим луговинам, на глинисто-каменистых склонах гор.

## Ботаническое описание
Клубни веретеновидные, утолщенные. Стебель высотой до 1,5 м, прямой, в верхней части слегка извилистый, с середины равномерно облиственный, ветвистый большей частью только в соцветии, в нижней части голый, в верхней вместе с цветоножками густо покрыт мелкими серповидными волосками.
Листья длиной и шириной до 10 см, дланевидно-пятирассечённые, два крайние сегмента спаяны между собой у основания, средний узко-клиновидно суживается к основанию, как бы на черешочке; сегменты разделены на доли длиной от 1—2 см и шириной 1—3 мм. Нижние листья на длинных, до 10 см длиной, черешках; верхние — на коротких, прижатых к стеблю.
Соцветие — простая или ветвистая кисть; цветки длиной 2—3 см, шириной 1—2 см, жёлтые с более тёмным, иногда слегка синеватым жилкованием, на цветоножках длиной 0,5—4 см, снабженных двумя короткими, нитевидными прицветниками. Шлем ладьевидный, повыше носика сильно вогнутый, длиной от 1,5—2,5 см, шириной 1—1,8 см, высотой 0,7—1,3 см. Шпорцы нектарников головчатые, мало загнутые, с выдающимися волнистыми жилками на поверхности. Тычиночные нити постепенно кверху сужены, по краям и по спинке в средней части с волосками; пестиков 3, густо покрытых беловатыми серповидными волосками, на плодах опушение слабее.

## Таксономия
Вид Борец Комарова входит в род Борец (Aconitum) трибы Живокостные (Delphinieae) подсемейства Лютиковые (Ranunculoideae) семейства Лютиковые (Ranunculaceae) порядка Лютикоцветные (Ranunculales).
|  |                       |  |                                               |                                               |                                         |  | ещё четыре подсемейства (согласно Системе APG II) | ещё четыре подсемейства (согласно Системе APG II) |                                           |  |  |  | ещё 2 рода              | ещё 2 рода         |  |  |
|  |                       |  |                                               |                                               |                                         |  | ещё четыре подсемейства (согласно Системе APG II) | ещё четыре подсемейства (согласно Системе APG II) |                                           |  |  |  | ещё 2 рода              | ещё 2 рода         |  |  |
|  |                       |  |                                               | семейство Лютиковые                           |                                         |  |                                                   |                                                   | триба Живокостные                         |  |  |  |                         | вид Борец Комарова |  |  |
|  |                       |  |                                               | семейство Лютиковые                           |                                         |  |                                                   |                                                   | триба Живокостные                         |  |  |  |                         | вид Борец Комарова |  |  |
|  | порядок Лютикоцветные |  |                                               |                                               | подсемейство Лютиковые (Ranunculoideae) |  |                                                   |                                                   | род Борец, или Аконит                     |  |  |  |                         |                    |  |  |
|  | порядок Лютикоцветные |  |                                               |                                               |                                         |  |                                                   |                                                   |                                           |  |  |  |                         |                    |  |  |
|  |                       |  | ещё десять семейств (согласно Системе APG II) | ещё десять семейств (согласно Системе APG II) |                                         |  |                                                   | ещё восемь триб (согласно Системе APG II)         | ещё восемь триб (согласно Системе APG II) |  |  |  | ещё от 250 до 300 видов |                    |  |  |
|  |                       |  |                                               | ещё десять семейств (согласно Системе APG II) |                                         |  |                                                   |                                                   | ещё восемь триб (согласно Системе APG II) |  |  |  |                         |                    |  |  |